# 卡蘭塔伊夫卡
46°43′18″N 30°16′59″E / 46.72167°N 30.28306°E
卡蘭塔伊夫卡（烏克蘭語：Калантаївка）是位於烏克蘭西南部的村莊，由敖德萨州羅茲季利納區的羅茲季利納市鎮負責管轄。該村始建於1856年，面積1.56平方公里，海拔高度83米，2001年人口497，人口密度每平方公里317.98人。